# Terry Carter
Terry Carter (New York, 16 december 1928 – aldaar, 23 april 2024), geboren als John Everett DeCoste, was een Amerikaanse acteur en filmmaker, bekend van zijn rollen als Sgt. Joe Broadhurst in de tv-serie McCloud en als kolonel Tigh in de oorspronkelijke Battlestar Galactica.

## Biografie
Zijn moeder Mercedes werd geboren in de Dominicaanse Republiek en zijn vader William DeCoste was van Argentijnse en Afro-Amerikaanse afkomst en had een radioreparatiebedrijf. Carter studeerde in 1946 af aan de Stuyvesant High School in Manhattan. Hij studeerde aan Hunter College, Boston University en U.C.L.A. voordat hij een Bachelor of Science-graad behaalde aan de Northeastern University. Carter verliet St. John's University School of Law na twee jaar om acteur te worden.
Carter deed theaterervaring op in verschillende producties op het Broadway- en off-Broadway-podium. Zijn Broadway-vermeldingen omvatten het spelen van de mannelijke hoofdrol tegenover Eartha Kitt in het stuk Mrs. Patterson en het spelen van de titelrol in de musical Kwamina.
Van 1965 tot 1968 werkte Carter als weekendjournalist voor WBZ-TV in Boston, waar hij een gevestigde reporter werd. Sommige bronnen zeiden dat hij 's werelds eerste zwarte tv-journalist was. Tijdens zijn driejarige periode was hij ook de eerste zwarte film- en theaterrecensent van de televisie in New England. Hoewel WBZ zei dat hij ontslag nam bij het station, vertelde Carter de zwarte pers dat hij was ontslagen, omdat Westinghouse (die eigenaar was van WBZ) bezwaar maakte tegen zijn persoonlijke betrokkenheid bij tal van gemeenschapsprojecten.
Carter speelde ook in tal van tv-series, specials en theaterfilms. Carter was een vast castlid van The Phil Silvers Show (in de volksmond bekend als sergeant Bilko), die tussen 1955 en 1959 verscheen als Pvt. Sugie Sugarman in 91 afleveringen. Carter speelde bokser Rosie Palmer in een aflevering uit 1964 van het drama Breaking Point van ABC. In 1965 was hij de enige zwarte acteur die een rol speelde in het drama Combat! uit de Tweede Wereldoorlog, in de aflevering The Long wait van seizoen drie. Hij speelde de rol van politieagent Tuttle in de kinderfilm Benji uit 1974. Hij is internationaal vooral bekend vanwege zijn co-starring rol als kolonel Tigh in de populaire sciencefiction tv-serie Battlestar Galactica. Hij was oorspronkelijk gecast als luitenant Boomer, maar werd geopereerd na een rolschaatsongeluk waarbij zijn enkel brak. Nadat hij Carter had vervangen door Herb Jefferson jr., bood producent Glen A. Larson Terry Carter in plaats daarvan de rol aan van kolonel Tigh, tweede in rang van een vloot ruimteschepen. Carter speelde ook zeven jaar als de partner van Dennis Weaver als sergeant Joe Broadhurst in de detectiveserie McCloud. Hij speelde naast Pam Grier in de film Foxy Brown. Hij speelde de rol van CIA-chef Texas Slim in de multinationale Zweedse actie-avonturenfilm (1999) Hamilton. Meer recentelijk had Carter een terugkerende rol in de populaire Noorse soap Hotel Caesar als de Ethiopische zakenman Solomon Tefari en vader van een van de hoofdpersonen.

## Productiecarrière en het latere leven
In 1975 startte Carter het kleine bedrijf Meta/4 Productions Inc. in Los Angeles, waarvoor hij industriële en educatieve presentaties op film en videoband produceerde en regisseerde voor de federale overheid. Carter is voorzitter van Council for Positive Images Inc., een non-profitorganisatie die hij in 1979 oprichtte en zich inzet voor het verbeteren van intercultureel en interetnisch begrip door middel van audiovisuele communicatie. Onder auspiciën van de raad heeft Carter bekroonde dramatische en documentaire programma's geproduceerd en geregisseerd voor presentatie op PBS en wereldwijde distributie.

## Geselecteerde projecten

### Katherine Dunham-Technique - Library of Congress
Een presentatie van 2½ uur over de danstechniek van antropoloog-choreografe Katherine Dunham. Deze videodocumentaire, gefinancierd door de Doris Duke Charitable Foundation, is bedoeld als studiegids voor dansleraren, wetenschappers en dansers, als onderdeel van het Katherine Dunham Legacy Project van de Library of Congress. In 2012 bracht Terry Carter The Katherine Dunham Technique uit als dvd.

### A Duke Named Ellington - WNET-TV (PBS), American Masters Series (1988)
Deze twee uur durende muzikale documentaire toont Ellington, herinneringen ophalend en optredend, als solist en met zijn orkest. A Duke Named Ellington biedt een retrospectief van Ellingtons carrière van een halve eeuw, waarbij de nadruk vooral ligt op zijn muziek en methode, zijn artistieke prestaties en zijn rol in de ontwikkeling van moderne muziek. A Duke Named Ellington beleefde zijn wereldpremière in de PBS American Masters-serie, met lovende kritieken. A Duke Named Ellington werd geselecteerd als de officiële Amerikaanse inzending op internationale televisiefestivals in landen als de Volksrepubliek China, Frankrijk, Spanje, Italië, Canada, Brazilië, Polen en Bulgarije. A Duke Named Ellington is uitgezonden in de meeste landen van Europa, maar ook in Japan, Australië en Zuid-Afrika. Het programma is bekroond met de CINE Golden Eagle en de Golden Antenna. A Duke Named Ellington werd genomineerd voor een Emmy Award als «Outstanding Informational Special». In 2007 bracht Carter A Duke Named Ellington, de documentaire die hij in 1988 voor PBS American Masters produceerde, uit als dvd.

### Once Upon A Vision - KET-TV (PBS) (1991)
Deze televisiedocumentaire van een uur onthult de geschiedenis van Berea, Kentucky, een unieke 19e-eeuwse interraciale kolonie gesticht in het midden van het slavenhoudende zuiden. Vóór de burgeroorlog begon een groep abolitionisten en voormalige slaven een gemeenschap op te bouwen die gebaseerd was op onvoorwaardelijke raciale en gendergelijkheid en participatieve democratie. Meer dan een halve eeuw lang, ondanks de vervolging door slavenhandelaars, pro-slavernij politici en de Ku Klux Klan, leefden en stierven deze arme blanke en zwarte kolonisten voor hun visie van multiraciale democratie. Dit programma is onderdeel geworden van het Amerikaanse geschiedeniscurriculum van de middelbare school in Kentucky. Gehost en verteld door historicus en auteur Alex Haley.

### JazzMasters - TV2/Denmark (1988)
Deze serie van 13 televisieportretten toont muzikale artiesten in de wereld van de jazz. JazzMasters, een internationale coproductie, was de eerste programmareeks ooit in opdracht van TV2/Denemarken. De JazzMasters-serie is uitgezonden in Scandinavië, Frankrijk, Polen, Bulgarije en Japan. De serie bevat programma's over Chet Baker, Kenny Drew, Dexter Gordon, Johnny Griffin, Bobby Hutcherson, Carmen McRae, Palle Mikkelborg, James Moody, Clark Terry, Randy Weston, Niels Henning Ørsted-Pedersen, Herbie Hancock en Wayne Shorter.

### K*I*D*S - KCET-TV (PBS), US Department of Education (1984)
Deze dramatische miniserie op televisie is ontworpen voor de publieke omroep om interraciale en interetnische verstandhouding onder adolescenten te bevorderen. K*I*D*S is het verhaal van een multiraciale groep tieners die worstelt met een aantal van de volwassen conflicten waarmee jongeren in Amerika tegenwoordig worden geconfronteerd. Onderschreven door de National Education Association, werd K*I*D*S, vergezeld van een docentenhandleiding, ook op videocassette verspreid onder middelbare scholen in het hele land. K*I*D*S ontving een Emmy Award in Los Angeles als «Best Series for Children and Youth».

## Privéleven
Hij was van 1964 tot 1990 getrouwd met Anna en van 1991 tot 2006 met Beate Glatved. Uit zijn eerste huwelijk had hij twee kinderen.
Carter overleed op 23 april 2024 op 95-jarige leeftijd.

## Filmografie

### Bioscoop
- 1961: Parrish
- 1969: Nerosubianco
- 1973: Brother on the Run
- 1974: Foxy Brown
- 1974: Benji
- 1974: Abby
- 1978: Battlestar Galactica
- 1979: Mission Galactica: The Cylon Attack
- 1998: Hamilton
- 2012: Hamilton - I nationens intresse

### Televisie
- 1955–1959: The Phil Silvers Show (tv-serie, 90 afleveringen)
- 1957: The Big Story (tv-serie, 1 aflevering)
- 1957: The Green Pastures (tv-film)
- 1958–1960: Playhouse 90 (tv-serie, 3 afleveringen)
- 1961: Naked City (tv-serie, 1 aflevering)
- 1964: Breaking Point (tv-serie, 1 aflevering)
- 1964: Dr. Kildare (tv-serie, 1 aflevering)
- 1965: For the People (tv-serie, 1 aflevering)
- 1965: Combat! (tv-serie, 1 aflevering)
- 1965: Preston & Preston (tv-serie, 1 aflevering)
- 1969: Süß, aber ein bißchen verrückt (tv-serie, 1 aflevering)
- 1969: The Bold Ones: The New Doctors (tv-serie, 1 aflevering)
- 1969: Bracken’s World (tv-serie, 1 aflevering)
- 1970: Mannix (tv-serie, 1 aflevering)
- 1968–1970: Julia (tv-serie, 3 afleveringen)
- 1970: The Most Deadly Game (tv-serie, 1 aflevering)
- 1970–1977: McCloud (tv-serie, 41 afleveringen)
- 1971: Company of Killers (tv-film)
- 1971: Two on a Bench (tv-film)
- 1973: Search (tv-serie, 1 aflevering)
- 1973: Der sechs Millionen Dollar Mann – Das Erpressersyndikat (tv-film)
- 1976: Mein Freund Taffdi (tv-serie, 1 aflevering)
- 1978–1979: Battlestar Galactica (tv-serie, 21 afleveringen)
- 1982: The Jeffersons (tv-serie, 1 aflevering)
- 1982–1985: The Fall Guy (tv-serie, 2 afleveringen)
- 1984: Falcon Crest (tv-serie, 1 aflevering)
- 1987: Mr. Belvedere (tv-serie, 1 aflevering)
- 1988: A Duke Named Ellington
- 1988: 227 (tv-serie, 1 aflevering)
- 1988: Highwayman (tv-serie, 1 aflevering)
- 1989: The Return of Sam McCloud (tv-film)
- 1994: One West Waikiki (tv-serie, 1 aflevering)
- 2001: Hamilton (tv-miniserie)

### Korte films
- 1999: Battlestar Galactica: The Second Coming
- 2003: Galacticon

- Bibsys: 8025810
- Bibliothèque nationale de France: cb14162229w (data)
- Gemeinsame Normdatei: 1231928328
- International Standard Name Identifier: 0000 0000 2145 2437
- Library of Congress Control Number: no2004117191
- Nationale Bibliotheek van Tsjechië: xx0169880
- Nationale Bibliotheek van Israël: 987007436552705171
- Istituto Centrale per il Catalogo Unico: RT1V037088
- SNAC: w69322xb
- Système universitaire de documentation: 086949217
- Virtual International Authority File: 50513511
- WorldCat: E39PBJbRjtDFCJmqyX6wYTFFrq